# Copidognathus brevirostris
Copidognathus brevirostris är en kvalsterart som beskrevs av Viets 1927. Copidognathus brevirostris ingår i släktet Copidognathus och familjen Halacaridae. Arten är reproducerande i Sverige. Inga underarter finns listade i Catalogue of Life.